# Eruption (bài hát)
"Eruption" là bản nhạc hòa tấu instrumental rock của ban nhạc Van Halen với phần solo guitar nổi tiếng của Eddie Van Halen được công nhận là một trong những phần solo guitar vĩ đại nhất mọi thời đại. Bản nhạc được nối với phần hát lại ca khúc "You Really Got Me" trích từ album Van Halen (1978), và cả hai ca khúc vẫn thường được phát sóng đồng thời trên sóng phát thanh. Đây cũng là ca khúc được chọn làm mặt B của đĩa đơn "Runnin' with the Devil".
Ca khúc được mở đầu với đoạn chơi trống của Alex Van Halen cùng bass của Michael Anthony. Cao trào chính là đoạn solo với kỹ thuật tapping bằng 2 tay, được chơi trên chiếc guitar Frankenstrat, cùng bộ chỉnh âm MXR Phase 90, Echoplex, Univox với hệ thống ampli 1968 Marshall 1959 Super Lead. Phần âm bổ sung được thu tại phòng thu Sunset Sound. Chiếc Frankenstrat được hạ tông xuống nửa cung. "Eruption" được bắt đầu ở giọng A-flat nhưng kết thúc ở E-flat ở phím 12, với toàn bộ 6 dây hòa âm được chuyển qua bộ Univox EC-80.

## Thành phần tham gia sản xuất
- Eddie Van Halen – guitar điện.
- Michael Anthony – bass.
- Alex Van Halen – trống.